# Guilherme Costa (nadador)
Guilherme Pereira da Costa (Rio de Janeiro, 1 de outubro de 1998) é um nadador brasileiro. Foi medalhista de bronze dos 400m livres no Campeonato Mundial de 2022. Nos Jogos Pan-Americanos foi campeão dos 400, 800 e 1500 metros livres. Também é o atual recordista sul-americano nos 400, 800 e 1500 metros livres.

## Trajetória esportiva

### 2017–20
No Mundial de Esportes Aquáticos de 2017, em Budapeste, ele terminou em 19º lugar nos 1500m livres.
Em 6 de dezembro de 2017, participando do Brasil Open (piscina longa) no Rio de Janeiro, ele quebrou o recorde sul-americano dos 1500 metros livres, com um tempo de 14m59s01. Foi a quarta vez em 2017 que ele quebrou o recorde sul-americano desta prova.
Nos Jogos Sul-Americanos de 2018 em Cochabamba, ele ganhou a medalha de ouro nos 400m e a medalha de prata nos 1500m livre.
Em 30 de junho de 2018, participando do Troféu Sette Colli (piscina longa) em Roma, ele quebrou o recorde sul-americano nos 800 metros livres, com um tempo de 7m50s92.
No Campeonato Pan-Pacífico de Natação de 2018 em Tóquio, Japão, ele terminou em 4º no revezamento 4 × 200 metros livres, 4º nos 800 metros livres, e 4º nos 1500 metros livres.
No Campeonato Mundial de Esportes Aquáticos de 2019, em Gwangju, na Coréia do Sul, ele terminou em 21º nos 800 metros livres, e 25º nos 1500 metros livres, sem estar nas suas melhores condições físicas.
Nos Jogos Pan-Americanos de 2019, realizados em Lima, Peru, Guilherme Costa ganhou seu maior título, a medalha de ouro nos 1500 metros livres, com um tempo de 15m09s93.  O Brasil não ganhava esta prova nos Jogos Pan-Americanos desde que Tetsuo Okamoto a venceu na primeira edição dos Jogos, em 1951.
Em dezembro de 2019, participando do US Open (em piscina longa) em Atlanta, após passar o ano com problemas físicos, Costa se recupera neste torneio e quebra o recorde sul-americano em 3 provas: nos 400 metros livres, com um tempo de 3m46s57, nos 800 metros livres com o tempo de 7m47s37, e nos 1500 metros livres, fazendo 14m55s49, tempos suficientes para entrar numa final olímpica.
Em 19 de abril de 2021, Costa garantiu vaga para Tóquio 2020 ao vencer a seletiva de 400m, batendo o recorde sul-americano, com o tempo de 3m45s85.

### Jogos Olímpicos de 2020
Nos Jogos Olímpicos de Verão de 2020 em Tóquio, Costa quase quebrou o recorde sul-americano nas eliminatórias dos 400 metros livres, com o tempo de 3m45s99. Ele terminou em 11º lugar, a 0,32s de conseguir uma vaga na final.  Nos  800 metros livres, ele quebrou o recorde sul-americano nas eliminatórias com o tempo de 7m46s08, se classificando em 5º lugar para a final.  Terminou em 8º na final dos 800m livres, e posteriormente, em 13º na eliminatória dos 1500m livres.

### 2022–24
No Campeonato Mundial de Esportes Aquáticos de 2022, em Budapeste, Hungria, ele se tornou o primeiro brasileiro e sul-americano na história a ganhar uma medalha na prova dos 400 metros livres, obtendo o bronze com o tempo de 3min43s31, novo recorde Sul-Americano. Foi a primeira medalha obtida por um sul-americano nos 400 m livre masculinos, em uma grande prova internacional, desde o argentino Alberto Zorrilla nas Olimpíadas de 1928. Nenhum sul-americano jamais havia sequer se classificado para a final dos 400m livre no Mundial. Nos 800m livre, Costa quebrou o recorde sul-americano com o tempo de 7m45s48, terminando em 5º lugar, a melhor posição já obtida por um sul-americano na prova (nenhum sul-americano havia sequer chegado à final desta prova em Campeonatos Mundiais). Nos 1500m livres, ele quebrou o Recorde Sul-americano nas eliminatórias com a marca de 14m53s03, passando em 4º para a final. Na final, Costa destruiu o recorde sul-americano, baixando o mesmo em mais de 4 segundos, com o tempo de 14m48s53, terminando em 6º lugar e igualando a melhor marca da história do Brasil na prova (6º lugar de Luiz Lima em 1998). Após as provas de piscina, ele nadou em águas abertas, na Equipe Mista de Revezamento 6km, onde o Brasil terminou em 5º lugar. 
Em setembro de 2022, no Troféu José Finkel, quebrou o recorde sul-americano em piscina curta nos 800 metros livres com o tempo de 7m41s23, e nos 1500 metros livres com o tempo de 14m39s42.
No Campeonato Mundial de Esportes Aquáticos de 2023, em Fukuoka, no Japão, manteve-se entre os melhores do mundo, terminando em 4º lugar nos 400 metros livres, 7º nos 800 metros livres e 8º no revezamento 4x200 metros livres. Optou por não participar dos 1.500 m livres, para nadar o revezamento.
Nos Jogos Pan-Americanos de 2023, realizados em Santiago, Chile, Costa conquistou 4 medalhas de ouro nos 400 metros livres masculinos, com o tempo de 3m46s79, recorde dos Jogos Pan-Americanos; nos 800 metros livre masculino, com o tempo de 7m53s01, recorde dos Jogos Pan-Americanos; nos 1.500 metros livres masculino, com o tempo de 15m09s29; e nos 4 x 200 metros livre masculino, com o tempo de 7m07s53, recorde dos Jogos Pan-Americanos.
No Campeonato Mundial de Esportes Aquáticos de 2024, manteve-se entre os melhores do mundo, terminando em 4º lugar nos 400 metros livres. Colocando pela primeira vez os 200m livre em sua lista de provas, chegou à final com o tempo de 1m46s06 (índice olímpico) nas semifinais, sendo apenas o 2º brasileiro na história a chegar à final do Mundial nesta prova. Com o calendário de Doha tendo sido feito com diversas provas de estilo livre excessivamente acumuladas nos primeiros dias, ele nadou as eliminatórias dos 800m livre, mas acabou ficando sem energia para terminar a prova direito - no meio da prova, desistiu da tentativa, terminando em 27º com o tempo de 7m58s02. Na final dos 200m livre, à noite, terminou em 8º com o tempo de 1m46s87. Como ele não se classificou para a final dos 4x200m livre, seu treinador optou por retornar imediatamente aos treinos, dando continuidade à preparação para os Jogos Olímpicos, retirando-o da prova dos 1500m livre.

### Jogos Olímpicos de 2024
Nos Jogos Olímpicos de 2024 em Paris, Costa chegou à final dos 400m livres, batendo o recorde das Américas e terminando em 5º lugar, com o tempo de 3m42s76, ficando a apenas 0,26 segundo de obter a medalha de bronze. Foi o segundo melhor resultado da história do Brasil nesta prova em Olimpíadas, atrás apenas de Djan Madruga que obteve dois 4ºs lugares em 1976 e 1980.

## Melhores resultados pessoais
- Atualizado até 27 de julho de 2024

| Prova       | Tempo    | Competição                 | Data                    | Nota(s)               |
| ----------- | -------- | -------------------------- | ----------------------- | --------------------- |
| 200m livre  | 1m46s06  | Campeonato Mundial de 2024 | 12 de fevereiro de 2024 |                       |
| 400m livre  | 3m42s76  | Jogos Olímpicos de 2024    | 27 de julho de 2024     | Recorde da América    |
| 800m livre  | 7m45s48  | Campeonato Mundial de 2022 | 21 de junho de 2022     | Recorde sul-americano |
| 1500m livre | 14m48s53 | Campeonato Mundial de 2022 | 25 de junho de 2022     | Recorde sul-americano |

## Melhores colocações

### Jogos Olímpicos
- 400m livre: 5º (Paris 2024)
- 800m livre: 8º (Tóquio 2020)
- 1500m livre: 13º (Tóquio 2020)

### Campeonato Mundial
- 200m livre: 8º (Doha 2024)
- 400m livre: Bronze (Budapeste 2022)
- 800m livre: 5º (Budapeste 2022)
- 1500m livre: 6º (Budapeste 2022)
- 4x200m livre: 8º (Fukuoka 2023)
- Maratona Aquática - Time: 5º (Budapeste 2022)